# 스트리트 파이터: 춘리의 전설
《스트리트 파이터: 춘리의 전설》(영어: Street Fighter: The Legend of Chun-Li)은 2009년 미국의 범죄 액션 영화로, 캡콤의 대전 격투 게임 스트리트 파이터를 원작으로 만들어졌다. 주인공 춘리를 비롯 원작의 다양한 캐릭터들이 등장한다. 안제이 바르트코비아크가 연출하였고 크리스틴 크룩이 주인공 춘리 역을, 닐 맥도너, 크리스 클라인, 마이클 클라크 덩컨, 블랙 아이드 피스의 타부가 각각 바이슨, 찰리, 발로그, 베가 역으로 출연한다.
시나리오 상 원작과는 매우 다른데 악의 조직인 섀돌루가 범죄군벌조직이 아닌 블랙기업으로 묘사되며 그 섀돌루의 총수인 베가(북미명 & 국제명: 마스터 바이슨) 역시 악의 군벌이 아닌 블랙기업의 재벌로 묘사된다. 특이하게 원작의 주인공인 류와 켄 마스터즈는 등장하지 않는 대신 스트리트 파이터 제로 시리즈에 나오는 인물들이 등장한다.

## 출연진
- 크리스틴 크룩 - 춘리
  - 캐서린 펨버턴 - 어린 춘리
- 닐 맥도너 - M. 바이슨
  - 브렌던 밀러 - 어린 바이슨
- 크리스 클라인 - 찰리 내시
- 마이클 클라크 덩컨 - 발로그
- 문 블러드굿 - 마야 수니 형사
- 타부 - 베가
- 로빈 쇼우 - 겐
- 에드먼드 천 - 황샹
- 조시 호 - 칸타나
- 옐리자베타 키류키나 - 로즈
- 정페이페이 - 즈란

## 같이 보기
- 비디오 게임을 원작으로 한 영화 목록